# 山本正秀
山本 正秀（やまもと まさひで、1907年7月16日 - 1980年9月6日）は、日本の国語学者・国文学者。言文一致運動の研究における根本研究を行った。

## 人物
高知県生まれ。旧制高知高等学校を経て、1933年東京帝国大学文学部国文科卒。神奈川師範学校教諭、第四高等学校教授、水戸高等学校（旧制）教授、茨城大学文理学部助教授、人文学部教授、専修大学教授、1978年定年。1974年「近代文体発生の史的研究」で東大文学博士。

## 著書
- 『日本文学史 上巻』 三笠書房、1943
- 『国文法要説』 山海堂、1951 、学習研究新書
- 『徒然草詳解 実力本位』 山海堂、1953、国漢詳解叢書
- 『近代文体発生の史的研究』 岩波書店、1965
- 『言文一致の歴史論考』 桜楓社、1971

### 共編著
- 『国学論』渡辺秀共著、三笠書房、日本歴史全書、1939
- 『中世和歌抄 校註』編、東京武蔵野書院、1942
- 『国語の完成8週間 大学入試』木戸清平共著、山海堂、1956、完成8週間叢書 新版
- 『新版日本文学小辞典』木戸清平共編、福音館書店、1958
- 『古文解釈の総合研究』袴塚誠共著、山海堂、1960
- 『近代文体形成史料集成 発生篇』編著、桜楓社、1978
- 『近代文体形成史料集成 成立篇』編著、桜楓社、1979

## 参考
- 『日本近代文学大事典』 講談社、1984